# Wyjące pięćdziesiątki

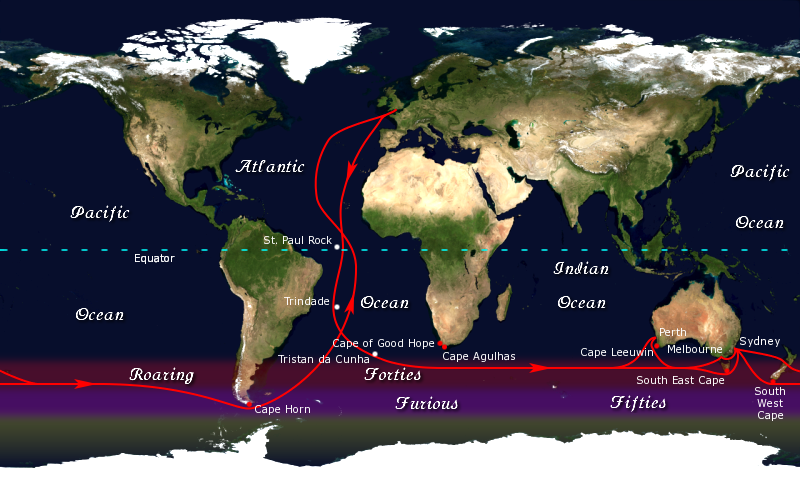
Szlak kliprów – statki żeglujące pomiędzy Europą a Australią i Nową Zelandią unikały tych wód.

Wyjące pięćdziesiątki – obszar rozciągający się pomiędzy 50° i 60° szerokości geograficznej południowej. Rejon ten znany jest z jednych z najsilniejszych wiatrów na Ziemi, występujących tam ze względu na brak jakiejkolwiek bariery w postaci większych mas lądowych. Ponadto na siłę wiatru ma wpływ występujący w tym rejonie zimny prąd morski – Prąd Wiatrów Zachodnich.
Z wyjącymi pięćdziesiątkami od północy graniczą ryczące czterdziestki, na południe zaś od niego rozciągają się bezludne sześćdziesiątki, pas wód Oceanu Południowego otaczający Antarktydę.

## Geografia
W pasie tym znajduje się niewiele lądów, jedynie południowy fragment Ameryki Południowej i niewielkie subantarktyczne wyspy. Obszar ten jest praktycznie bezludny; oprócz kontynentu południowoamerykańskiego stale zamieszkane są jedynie Falklandy oraz Georgia Południowa.
W obszarze wyjących pięćdziesiątek znajduje się przylądek – Horn oraz Cieśnina Drake’a.